# Leichtathletik-Weltmeisterschaften 2003/4 × 400 m der Frauen
Die 4-mal-400-Meter-Staffel der Frauen bei den Leichtathletik-Weltmeisterschaften 2003 wurde am 30. und 31. August 2003 im Stade de France der französischen Stadt Saint-Denis unmittelbar bei Paris ausgetragen.
Weltmeister wurden die Vereinigten Staaten in der Besetzung Me’Lisa Barber, Demetria Washington (Finale), Jearl Miles Clark und Sanya Richards sowie der im Vorlauf außerdem eingesetzten DeeDee Trotter.

Den zweiten Platz belegte Russland mit Olesja Sykina, Julija Petschonkina (Finale), Anastassija Kapatschinskaja (Finale) und Natalja Nasarowa sowie den im Vorlauf außerdem eingesetzten Swetlana Pospelowa und Swetlana Gontscharenko.

Bronze ging an Jamaika in der Besetzung Sandie Richards, Allison Beckford, Ronetta Smith und Lorraine Fenton (Finale) sowie der im Vorlauf außerdem eingesetzten Michelle Burgher.
Auch die nur im Vorlauf eingesetzten Läuferinnen erhielten entsprechendes Edelmetall. Rekorde und Bestleistungen standen dagegen nur den tatsächlich laufenden Athletinnen zu.

## Bestehende Rekorde
| Weltrekord | 3:15,17 min | Sowjetunion (Tazzjana Ljadouskaja, Olga Nasarowa, Marija Pinigina, Olha Bryshina) | OS in Seoul Südkorea        | 1. Oktober 1988 |
| WM-Rekord  | 3:16,71 min | USA (Gwen Torrence, Maicel Malone-Wallace, Natasha Kaiser-Brown, Jearl Miles)     | WM in Stuttgart Deutschland | 22. August 1993 |

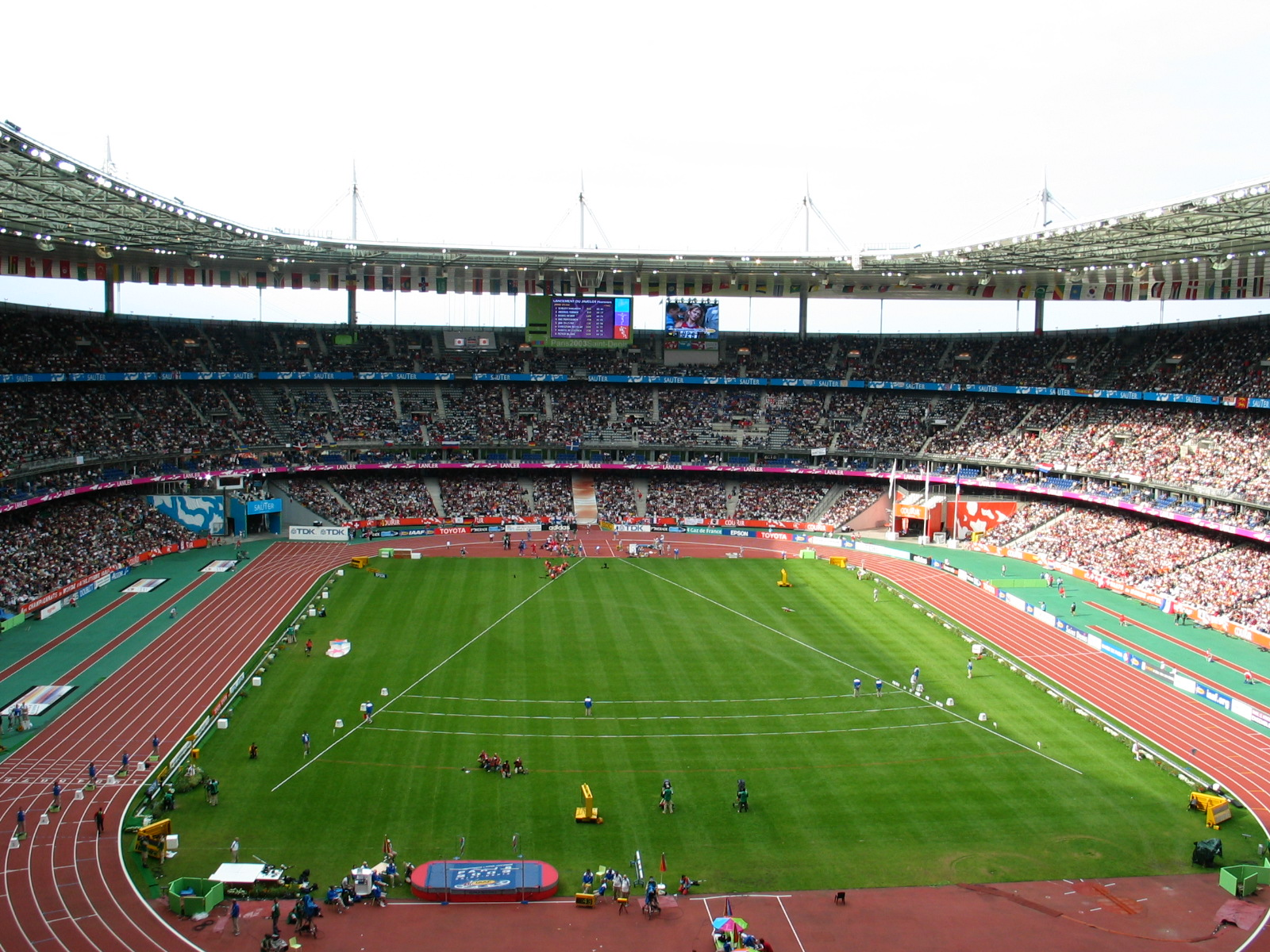
Stade de France in Paris/Saint-Denis am Schlusstag der Leichtathletik-Weltmeisterschaften

Der bestehende WM-Rekord wurde bei diesen Weltmeisterschaften nicht eingestellt und nicht verbessert.
Es waren zwei Weltjahresbestleistungen sowie vier neue Landesrekorde zu verzeichnen.
- Weltjahresbestleistungen:
  - 3:24,57 min – USA (Me’Lisa Barber, DeeDee Trotter, Sanya Richards, Jearl Miles Clark), 3. Vorlauf, 30. August
  - 3:22,63 min – USA (Me’Lisa Barber, Demetria Washington, Jearl Miles Clark, Sanya Richards), Finale, 31. August
- Landesrekorde:
  - 3:29,40 min – Kamerun (Mireille Nguimgo, Carole Kaboud Mebam, Delphine Atangana, Hortense Béwouda), 2. Vorlauf, 30. August
  - 3:31,20 min – Kasachstan (Tatjana Roslanowa, Natalja Torschina, Olga Tereschkowa, Swetlana Bodrizkaja), 3. Vorlauf, 30. August
  - 3:32,99 min – Israel (Irina Lenskiy, Svetlana Gnezdilov, Anat Morad, Anna Tkach), 3. Vorlauf, 30. August
  - 3:27,08 min – Kamerun (Mireille Nguimgo, Carole Kaboud Mebam, Delphine Atangana, Hortense Bewouda), Finale, 31. August

## Vorrunde
Die Vorrunde wurde in drei Läufen durchgeführt. Die ersten beiden Staffeln pro Lauf – hellblau unterlegt – sowie die darüber hinaus zwei zeitschnellsten Teams – hellgrün unterlegt – qualifizierten sich für das Halbfinale.

### Vorlauf 1
30. August 2003, 18:10 Uhr
| Platz | Staffel        | Besetzung                                                                  | Zeit (min) |
| ----- | -------------- | -------------------------------------------------------------------------- | ---------- |
| 1     | Jamaika        | Sandie Richards Ronetta Smith Michelle Burgher (Vorlauf) Allison Beckford  | 3:26,22    |
| 2     | Großbritannien | Helen Karagounis (Vorlauf) Jennifer Meadows Catherine Murphy Lee McConnell | 3:26,44    |
| 3     | Polen          | Anna Pacholak (Vorlauf) Monika Bejnar Anna Jesień Grażyna Prokopek         | 3:26,66    |
| 4     | Griechenland   | Haríklia Boudá Fani Chalkia Yeoryia Koumnaki Chrísoula Goudenoúdhi         | 3:33,88    |
| 5     | Indien         | Kalpana Redd Sathi Geetha Sagardeep Kaur Manjeet Kaur                      | 3:42,25    |
| DNS   | Australien     | Lauren Hewitt Susan Andrews Tamsyn Manou Jana Pittman                      |            |

### Vorlauf 2
30. August 2003, 18:18 Uhr
| Platz | Staffel    | Besetzung                                                                                    | Zeit (min) |
| ----- | ---------- | -------------------------------------------------------------------------------------------- | ---------- |
| 1     | Russland   | Swetlana Pospelowa (Vorlauf) Swetlana Gontscharenko (Vorlauf) Olesja Sykina Natalja Nasarowa | 3:27,97    |
| 2     | Kamerun    | Mireille Nguimgo Carole Kaboud Mebam Delphine Atangana Hortense Béwouda                      | 3:29,40 NR |
| 3     | Frankreich | Marie-Louise Bévis Anita Mormand Virginie Michanol Solèn Desert                              | 3:30,29    |
| 4     | Belarus    | Kazjaryna Bobryk Natallja Salahub Iryna Chljustawa Swjatlana Ussowitsch                      | 3:31,40    |
| 5     | Italien    | Danielle Perpoli Monika Niederstätter Maria Teresa Schutzmann Virna De Angeli                | 3:32,00    |
| 6     | Bulgarien  | Monika Gatschewska Mariana Dimitrowa Ekaterina Maschowa Nedjalka Nedkowa                     | 3:33,92    |
| DNS   | Nigeria    | Olabisi Afolabi Doris Jacob Oluyemi Fagbamila Rosemary Okafor                                |            |

### Vorlauf 3
30. August 2003, 18:26 Uhr
| Platz | Staffel     | Besetzung                                                                 | Zeit (min) |
| ----- | ----------- | ------------------------------------------------------------------------- | ---------- |
| 1     | USA         | Me’Lisa Barber DeeDee Trotter (Vorlauf) Sanya Richards Jearl Miles Clark  | 3:24,57 WL |
| 2     | Deutschland | Claudia Marx Birgit Rockmeier Claudia Hoffmann Grit Breuer                | 3:27,97    |
| 3     | Senegal     | Fatou Bintou Fall Mame Tacko Diouf Aminata Diouf Amy Mbacké Thiam         | 3:28,37    |
| 4     | Ukraine     | Natalija Pyhyda Olha Mischtschenko Alexandra Ryschkowa Antonina Jefremowa | 3:29,65    |
| 5     | Mexiko      | Liliana Allen Gabriela Medina Mayra González Ana Guevara                  | 3:29,74    |
| 6     | Kasachstan  | Tatjana Roslanowa Natalja Torschina Olga Tereschkowa Swetlana Bodrizkaja  | 3:31,20 NR |
| 7     | Israel      | Irina Lenskiy Svetlana Gnezdilov Anat Morad Anna Tkach                    | 3:32,99 NR |

## Finale
31. August 2003, 19:10 Uhr
| Platz | Staffel        | Besetzung | Zeit (min)                                   |
| ----- | -------------- | --- | -------------------------------------------- |
| 1     | USA            | Me’Lisa Barber Demetria Washington (Finale) Jearl Miles Clark Sanya Richards im Vorlauf außerdem: DeeDee Trotter                                                | 3:22,63 WL                                   |
| 2     | Russland       | Olesja Sykina Julija Petschonkina (Finale) Anastassija Kapatschinskaja (Finale) Natalja Nasarowa im Vorlauf außerdem: Swetlana Pospelowa Swetlana Gontscharenko | 3:22,91                                      |
| 3     | Jamaika        | Sandie Richards Allison Beckford Ronetta Smith Lorraine Fenton (Finale) im Vorlauf außerdem: Michelle Burgher                                                   | 3:22,92                                      |
| 4     | Deutschland    | Claudia Marx Birgit Rockmeier Claudia Hoffmann Grit Breuer | 3:26,25                                      |
| 5     | Polen          | Monika Bejnar Małgorzata Pskit (Finale) Anna Jesień Grażyna Prokopek im Vorlauf außerdem: Anna Pacholak                                                         | 3:26,64                                      |
| 6     | Großbritannien | Lee McConnell Jennifer Meadows Catherine Murphy Tasha Danvers (Finale) im Vorlauf außerdem: Helen Karagounis                                                    | 3:26,67                                      |
| 7     | Kamerun        | Mireille Nguimgo Carole Kaboud Mebam Delphine Atangana Hortense Béwouda                                                                                         | 3:27,08 NR                                   |
| DSQ   | Senegal        | Fatou Bintou Fall Mame Tacko Diouf Aminata Diouf Amy Mbacké Thiam                                                                                               | IAAF Rule 170.20 Aufstellungs-/Wechselfehler |

## Video
- Women's 4x400 Final - 2003 IAAF World Outdoor Track & Field Championships auf youtube.com, abgerufen am 16. September 2020